# Berthold Carl Seemann
Berthold Carl Seemann (Hanóver, 25 de febrero de 1825 – Nicaragua, 10 de octubre de 1871) fue un botánico y briólogo alemán. 
Viajó mucho recolectando material en Sudamérica y el Pacífico. En 1844 fue al Reino Unido para estudiar botánica en el Real Jardín Botánico de Kew. Por recomendación de William J. Hooker, fue un destacado naturalista en el viaje de exploración de la costa occidental de América y el Pacífico por Henry Kellett en el HMS Herald (1822), en 1847, junto a los naturalistas Thomas Edmondston y John Goodridge. La expedición regresó vía Hawái, Hong Kong y las Indias orientales, arribando a Ciudad del Cabo en marzo de 1851. Allí se reunió con un viejo conocido Karl L. Philipp Zeyher, y con Baur y Juritz escalan el Table Mountain (afr. Tafelberg) el 13 de marzo de 1851. Christian F. Ecklon no estaba en condiciones para acompañarle. El 16 de marzo Zeyher lo presenta a Bowie en Wynberg. Deja El Cabo el 27 de marzo y se vuelve para Inglaterra el 6 de junio de 1851. Los resultados botánicos de la expedición se publicaron con el título de Botany of the Voyage of HMS Herald y fue premiado con un Ph.D. por la Universidad de Gotinga en 1853.
En 1859 viaja a Fiyi y publica un catálogo botánico de la flora de las islas. En 1860 visitó Sudamérica, pasando por Venezuela en 1864 y Nicaragua entre 1866 y 1867. Posteriormente administró una finca azucarera en Panamá y una mina de oro en Nicaragua, donde finalmente falleció por una fiebre. 
Fundó y editó la revista Bonplandia (hasta?) 1862 y el Journal of Botany, British and Foreign desde 1863 a 1871.

## Honores
Los géneros Seemannia Regel (N.a. Gloxinia) (Gesneriaceae), Seemannantha Alef. y Seemannaralia R.Vig. (Araliaceae) y la especie Passiflora seemannii Griseb le fueron dedicados en su nombre.

## Obras
- Die Volksnamen der amerikanischen Pflanzen (1851)
- The popular nomenclature of the American flora. Hannover (1851)
- Die in Europa eingeführten Acacien. Hannover (1852)
- Narrative of the voyage of H.M.S. Herald and three cruises to the arctic regions in search of Sir John Franklin. Londres (1852)
- The botany of the voyage of H.M.S. Herald during the years 1845 to 1851 …. Londres (1852-1857), Prachtwerk
- Bonplandia (zusammen mit Wilhelm Eduard Gottfried Seemann), 1853–1862.
- Popular history of the Palms. Londres (1856)
- The British Ferns (1860)
- Viti. Londres (1862)
- Flora Vitiensis. Londres (1862 ff.)
- Dottings of the roadside. Londres (1868)
- The history of the Isthmus of Panamá. Panamá, 1867, 2ª edición

- La abreviatura «Seem.» se emplea para indicar a Berthold Carl Seemann como autoridad en la descripción y clasificación científica de los vegetales.[1]